# Viktor von Marseille

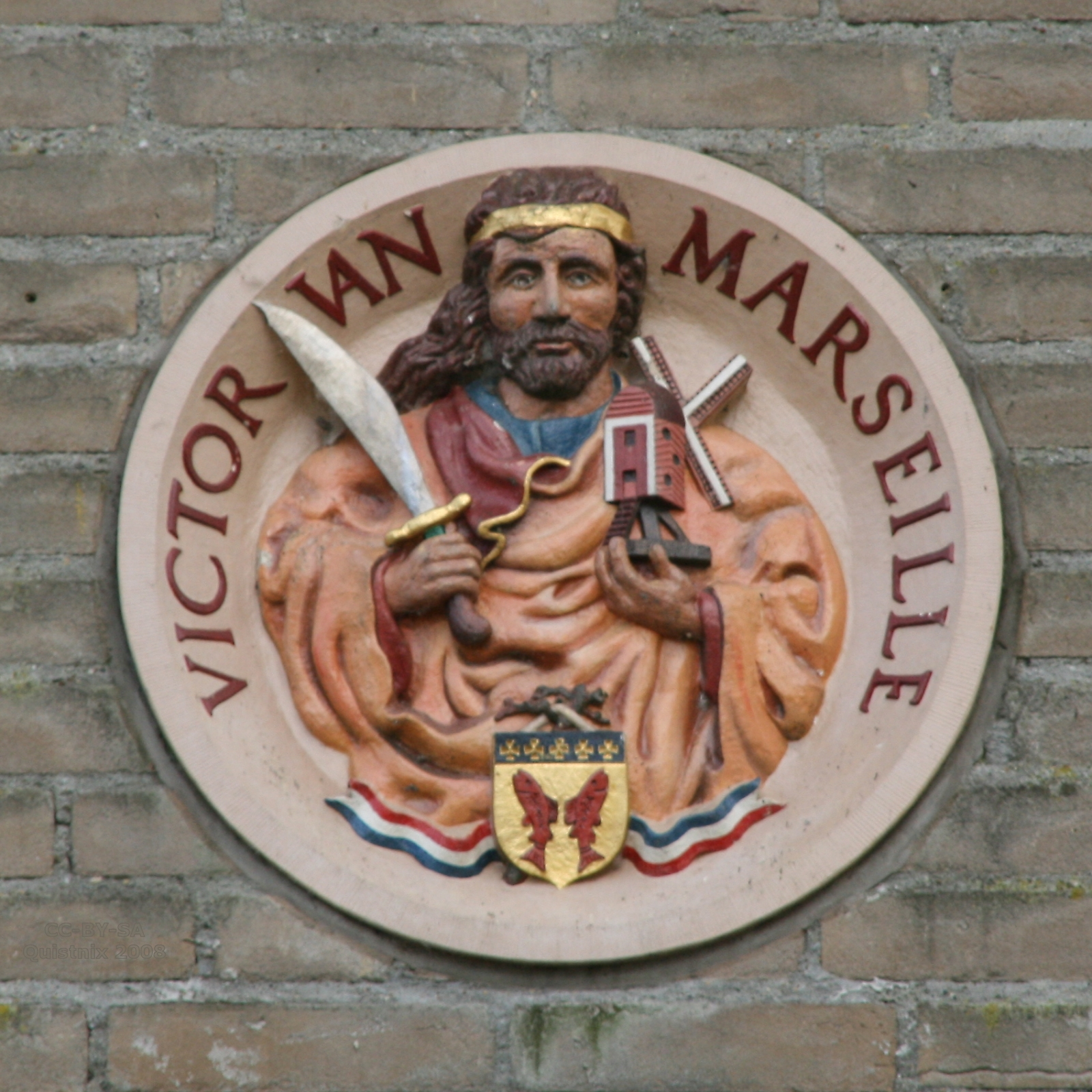
Abbild an einer Mühle in Woudrichem

Viktor von Marseille († 287/288 in Marseille) ist ein christlicher Märtyrer, gestorben in den Verfolgungen Maximians.

## Überlieferung
Nach den Gesta symbolica war Viktor ein Soldat, der eine Beteiligung am römischen Opfer als Teil des Jupiterkults verweigerte und den man wiederholt gefesselt durch Marseille schleifte. Er wurde ins Gefängnis geworfen, wo er drei andere römische Soldaten, Longinus, Alexander und Felician, bekehrte. Nach zahlreichen Folterungen tötete man Viktor zwischen den Mühlsteinen einer Getreidemühle.
Da Hrabanus Maurus ihn als Bischof von Marseille bezeichnet, vermuten Kirchenhistoriker in der Soldaten-Rolle eine Legende, die aus der altchristlichen militia-christi-Vorstellung gespeist wird.
Bestimmte Traditionen rechnen Viktor sogar zur legendenhaften Thebäischen Legion, was historisch nicht belegt ist. In deren Umfeld gibt es mehrere Märtyrer oder Heilige namens Viktor.
Viktor, der oftmals mit St. Georg bzw. St. Mauritius verwechselt wurde, ist Schutzheiliger der Seefahrer.
In der Kunst wird er oft mit einer Windmühle oder einem Mühlstein dargestellt.
Longinus, Alexander und Felician erlitten später ebenfalls den Märtyrertod.
Der Festtag des heiligen Viktor wird zusammen mit den heiligen Longinus, Alexander und Felician am 21. Juli gefeiert.

## Kult

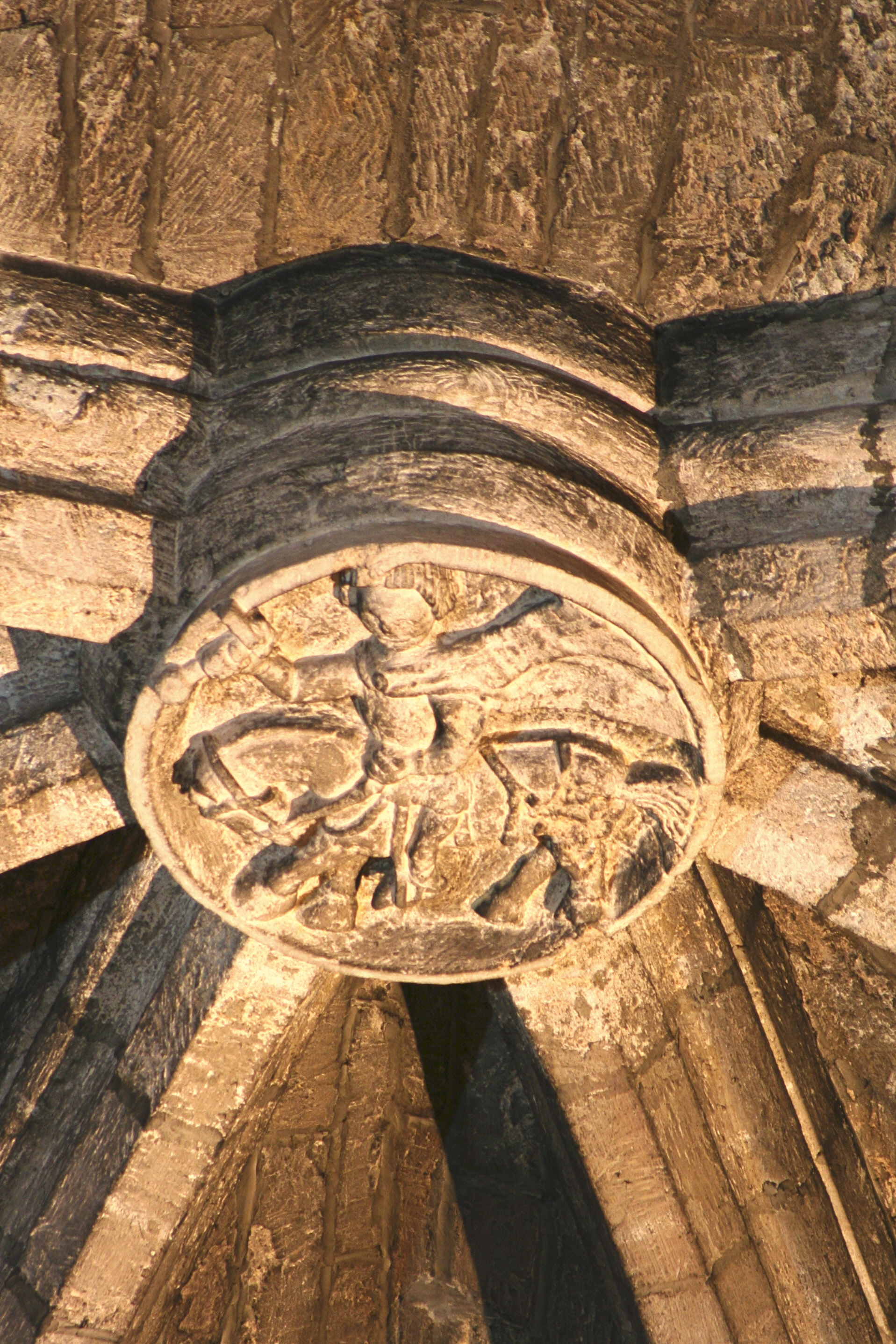
Relief am Schlussstein im Chor der Abtei Saint-Victor in Marseille, das Viktor auf einem Pferd darstellt, um 1365

Die Verehrung Viktors verbreitete sich über Arles, Marseille (Abtei Saint-Victor, gegr. ca. 400) und Aix außergewöhnlich rasch in ganz Europa. Besondere geistesgeschichtliche Bedeutung erlangte die 1113 gegründete Abtei Saint-Victor (Paris).
Viktor war der Stadtpatron von Tallinn. 2017 nahm die Russisch-Orthodoxe Kirche Viktor in ihren Heiligenkalender auf.

## Kunst
- François Quesnel (1543–1619) (zugeschrieben): Der Heilige Viktor von Marseille verweigert das römische Götzenopfer. Feder in Braun, blau laviert. 118 × 259 mm. Am Unterrand in französischer Sprache in schwarzer Feder bezeichnet: „(Vic)tor apres avoir faict oraison a dieu, est presente ... temple (durchgestrichen) autel pour sacrifier, ou d'un coup de pied il jetta par terre l'Idole de la main du Sacrificateu(r)“.